# 唾風船
唾風船（つばふうせん）は、遊びの一つ、もしくはその遊びによってできた空気と唾液の膜から成る球体である。この球体が空気中に浮遊しているさまが風船を連想させることから唾風船と呼ばれる。

## 概要
口腔内で舌や下顎の一部を使うことによって空気をつばの膜で包み込み、舌の上部表面につばの膜による球体を作る。さらに息を吹くことによって、この球体を空中に浮遊させることができる。
自分の唾液を用いるため不快に感じる人が多いので人前や公共の場ではするべきではない。

## 発生方法
1. 舌と下顎の間に空気を閉じ込める。
2. 舌をずらし、閉じ込めた空気を口腔内に押し出す。このとき、押し出す空気をつばの膜で包み込む。
3. 押し出された空気を舌で切るようにして、舌の上部表面につばの膜を持つ球体を作る。
4. 舌の上部表面にできたつばの膜を持つ球体を息で吹き飛ばし、空気中に浮遊させる。

また、上記と同じ方法で唾ではなく痰や鼻水を使う場合もある。